# Joan II de Constantinoble
Joan II de Constantinoble, Joan de Capadòcia, Joannes Cappadox, va ser patriarca de Constantinoble el segon de nom Joan (el primer va ser Joan Crisòstom) del 517 o 518 fins al 520.
Abans de la seva elecció era prevere i sincel·le (el confident i company del patriarca i generalment destinat a ser el seu successor) de Constantinoble. Era considerat oposat a les normes del concili de Calcedònia, però no tenia prou fermesa per mantenir la seva posició, encara que sembla que va servir d'instrument a altres persones. Poc després de ser nomenat va morir l'emperador Anastasi I Dicor i va pujar al tron Justí I. El ciutadans ortodoxos, convenientment organitzats, van provocar un tumult i Joan va ser obligat a condemnar a Sever d'Antioquia i proclamar els noms del pares de Calcedònia incloent entre els seus noms als patriarques Eufemi i Macedoni; els inclosos en aquesta llista eren considerats bons ortodoxos; aquestes mesures van ser sancionades per un sínode on hi van participar 40 bisbes.
El 519 l'emperador Justí va suggerir una reconciliació amb l'església occidental de la que les esglésies orientals s'havien separat feia uns anys i Joan va acceptar les condiciones del papa Hormisdes I i va anatematitzar als contraris al concili de Calcedònia, i va eliminar de les llistes a Acaci, Eufemi i Macedoni, tres dels seus predecessors, incloent-hi en canvi el nom dels papes Lleó I i Hormisdes. La inclusió indicava l'ortodòxia i l'exclusió la consideració d'heretge.
Va morir el 520, i el va succeir Epifani I de Constantinoble.
Es conserven algunes cartes: dues a Joan, patriarca de Jerusalem, una a Epifani, bisbe de Tir i alguna al papa Hormisdes. A les cartes dirigides a Joan de Jerusalem i a Epifani de Tir pren el títol de οἰκουμενικὸς πατριάρχης, patriarca ecumènic o universal, segurament el primer que va agafar aquesta denominació.